# Osmia rufinoides
Osmia rufinoides är en biart som beskrevs av Wu 2004. Osmia rufinoides ingår i släktet murarbin, och familjen buksamlarbin. Inga underarter finns listade i Catalogue of Life.